# Castello di Dinazzano
Das Castello di Dinazzano ist die Ruine einer mittelalterlichen Höhenburg in Dinazzano, einem Ortsteil von Casalgrande in der italienischen Region Emilia-Romagna.

## Geschichte
Laut einem Dokument aus dem Jahre 968 gehörte das Gebiet von Dinazzano zusammen mit denen von Fogliano und Castellarano zur Grafschaft Parma.
Im Jahre 1180 gehörte das Castello di Dinazzano zu einem Drittel der Stadt Reggio nell’Emilia, die so Kontrolle über den Verlauf des Canale di Secchia und die Grenze zu Modena hatte, zu einem Drittel den Montemagnos, die im selben Jahr ihren Anteil der Stadt Reggio überließen, damit diese ihn befestigte, und zu einem weiteren Drittel den Herren von Sassuolo.
1275 verkaufte Bernabò da Magreta die Burg an Manfredo da Sassuolo aus der Familie Della Rosa.
1318 eroberte Reggio die Burg zurück, die sie dann 1335 den Da Foglianos überließen.
1409 wurden die Da Foglianos als Alliierte von Ottobuono de’ Terzi von Niccolò III. d’Este besiegt und wurden gezwungen, das Castello di Dinazzano aufzugeben. Zuerst wurde es an die Familie Della Sala verlehnt, später fiel das Gebiet an die Boiardos und wurde Teil der Grafschaft Scandiano.
1443 wurde die Burg letztmals befestigt.
1474 wurde das Gebiet der Grafschaft Scandiano nach verschiedenen Streitigkeiten zwischen dem Grafen Matteo Maria Boiardo und seinem Vetter, Graf Giovanni Boiardo, aufgeteilt: An Matteo Maria gingen die Gebiete von Scandiano, Gesso, Torricella und Sabbione, während Giovanni die Gebiete von Arceto, Casalgrande, Dinazzano, Salvaterra und Montebabbio an sich nahm. Die Investitur Giovannis in die genannten Territorien, also auch Dinazzano, wurde von der herzoglichen Liegenschaftsverwaltung der D’Estes zuerst 1475 und später 1490 noch einmal bestätigt.
Nach dem Tod von Graf Camillo Boiardo 1499 wurden die Territorien, da dieser keine Erben hinterlassen hatte, 1474 unter Graf Giovanni Boiardo erneut vereinigt.

## Beschreibung
Das Castello di Dinazzano liegt auf den Vorbergen des Apennins in der Provinz Reggio Emilia. Von seinen Mauern aus, die heute zerstört und einsturzgefährdet sind, konnte man nicht nur den Canale di Secchia, sondern auch die Hochebene zwischen Reggio nell’Emilia und Modena beherrschen.
Heutzutage ist nur noch der Bergfried in gutem Zustand erhalten, der von Zinnen gekrönt und mit Maschikulis versehen ist.